# Kniażewo (rejon wołogodzki)
Kniażewo (ros. Княжево) – wieś w Rosji, w rejonie wołogodzkim obwodu wołogodzkiego. W 2010 r. liczyła 8 mieszkańców.